# NGC 316
NGC 316 je zvijezda u zviježđu Ribama.

## Vanjske poveznice
- SEDS: NGC 0316